# NGC 356
NGC 356 ist eine Balken-Spiralgalaxie vom Hubble-Typ SBbc im Sternbild Walfisch südlich der Ekliptik. Sie ist schätzungsweise 265 Millionen Lichtjahre von der Milchstraße entfernt und hat einen Durchmesser von etwa 140.000 Lichtjahren.
Im selben Himmelsareal befinden sich u. a. die Galaxien NGC 345, NGC 347, NGC 349, NGC 350.
Das Objekt  wurde am 27. September 1864 von dem deutschen Astronomen Albert Marth entdeckt.